# Le Gage Pratt
Le Gage Pratt (* 14. Dezember 1852 in Sterling, Worcester County, Massachusetts; † 9. März 1911 in Newark, New Jersey) war ein US-amerikanischer Politiker. Zwischen 1907 und 1909 vertrat er den Bundesstaat New Jersey im US-Repräsentantenhaus.

## Werdegang
Le Gage Pratt besuchte die öffentlichen Schulen seiner Heimat. Seit 1869 war er in Boston im Handel tätig. Später zog er mit seinen Eltern nach Chicago, wo er in den Jahren 1884 bis 1886  im Zeitungswesen arbeitete. In den folgenden Jahren bis 1897 betätigte sich Pratt in Texas, Illinois und Minnesota in der Lebensversicherungsbranche. Danach zog er nach East Orange in New Jersey. Seit 1903 arbeitete er für eine Versicherungsgesellschaft in Newark, in der er bis zum Vizepräsidenten aufstieg.
Politisch war Pratt Mitglied der Demokratischen Partei. Bei den Kongresswahlen des Jahres 1906 wurde er im achten Wahlbezirk von New Jersey in das US-Repräsentantenhaus in Washington, D.C. gewählt, wo er am 4. März 1907 die Nachfolge von William H. Wiley antrat. Da er im Jahr 1908 gegen Wiley verlor, konnte er bis zum 3. März 1909 nur eine Legislaturperiode im Kongress absolvieren. Nach dem Ende seiner Zeit im US-Repräsentantenhaus arbeitete Pratt wieder im Versicherungswesen. Dabei war er für die in Providence ansässige Puritan Life Insurance Co. tätig. Er starb am 9. März 1911 in Newark, wo er auch beigesetzt wurde.